# 정읍 고암서원 묘정비
정읍 고암서원 묘정비(井邑 考巖書院 廟庭碑)은 대한민국 전북특별자치도 정읍시 상평동, 고암서원에 있는 비석이다. 1984년 4월 1일 전라북도의 문화재자료 제81호로 지정되었다.

## 참고 자료
- 고암서원묘정비 - 국가유산청 국가유산포털